# Bortbytingen
Bortbytingen är en novell av Selma Lagerlöf som ingår i skriftsamlingen Troll och människor.

## Handling
En trollkärring rövar bort ett vackert barn från en bondhustru och lägger i hans ställe en ful och elak trollunge. Kvinnan blir dock en god och självuppoffrande fostermor för bortbytingen. Hon skyddar honom från sin mans stränghet och räddar honom från livsfara.
Allt detta visar sig vara ett omedvetet uttryck för moderskärlek. När bondhustrun till slut blir hatad av alla för trollungens skull och till och med offrar det som är kärare för henne än livet självt – sin mans kärlek – då har trollen inte längre någon makt över hennes eget barn. Då återvänder hennes vackra lilla pojke till henne och berättar att varje gång hon har varit snäll mot trollungen, har hon räddat sitt eget barn från något ont hos trollen.